# 세라 존스
세라 존스(Sarah Jones, 1983년 7월 17일 ~ )는 미국의 배우이다.

## 출연 작품
- 더 패스 (2016)
- 리턴 투 제로 (2014)
- 미스터 존스 (2013)
- 업 더 밸리 앤 비욘드 (2012)
- 알카트라즈 (2012)
- 러브 파인즈 어 홈 (2009)
- 굿 헤어 (2009)
- 이터너티 맨 (2008)
- 카인 앤 아벨 (2006)
- 허프 (2004)
- 뱀부즐리드 (2000)